# دراغان فاشتانين
دراغان فاشتانين ((بالإنجليزية: Dragan Vaščanin)) (بالصربية السيريلية: Драган Вашчанин؛ مولود في 22 ديسمبر 1971) هو مدرب كرة سلة صربي محترف.

## مسيرة التدريب
في أوائل الألفية الثانية، كان فاشتانين مساعداً لفريق إف إم بي جيليزنيك وبودوتشنوست.
في صيف 2004، أصبح فاشتانين مدرباً رئيسياً للنادي البوسني هيرتسيغوفاتس بيليتشا. في أغسطس 2005، أصبح فاشتانين مدرباً رئيسياً لـنابريداك كروشيفاتس. تم إقالته في ديسمبر 2005. بعد أسبوعين، تم تعيينه مدرباً رئيسياً لـأتلاس.
كان فاشتانين مدرباً رئيسياً لـمنتخب صربيا لكرة السلة تحت 16 سنة في بطولة فيبا أوروبا تحت 16 سنة 2007 في اليونان وبطولة فيبا أوروبا تحت 16 سنة 2008 في إيطاليا. فاز بالميدالية الذهبية في بطولة 2007.
في أواخر الألفية الثانية، درب فاشتانين نوفا غوريتسا (سلوفينيا)، رادنيتشكي باسكت، وتسرنوكوسا.

### الشرق الأوسط
في صيف 2011، تم تعيين فاشتانين مدرباً للشباب في النادي البحريني نادي المنامة. في صيف 2012، أصبح فاشتانين مدرباً رئيسياً، بالإضافة إلى مدرب الشباب، لـالكويت الرياضي في دوري الكويت الدرجة الأولى لكرة السلة. في 31 يوليو 2016، أصبح مدرباً رئيسياً للنويدرات في الدوري البحريني الممتاز لكرة السلة.
في أغسطس 2018، وقع فاشتانين مع الشارقة في دوري الإمارات الوطني لكرة السلة كمدرب مساعد ومنسق فرق الشباب.

## إنجازات المسيرة
- فائز بـكأس صربيا لكرة السلة[الإنجليزية]: 1 (مع أتلاس بلغراد[الإنجليزية]: 2005–06)
- بطل دوري يوغوسلافيا للشباب: 1 (مع شباب بيوفوك: 1995–96)
- بطل دوري الكويت تحت 18 سنة: 2 (مع فريق الكويت تحت 18 سنة: 2013، 2014)
- بطل دوري الكويت تحت 20 سنة: 1 (مع فريق الكويت تحت 20 سنة: 2015)

## وصلات خارجية
- Profile at mybasketballagent.com
- Profile at eurobasket.com
- دراغان فاشتانين على إنستغرام